# Musée de la pharmacie
Le Musée de la pharmacie  (finnois : Apteekkimuseo) est un musée installé dans la maison Qwensel  à Turku en Finlande.

## Description
Le musée est installé dans la maison Qwensel. 
Le musée présente l'aménagement d'anciennes pharmacies et d'anciens outils.